# Kakeru Yamauchi
Kakeru Yamauchi (japanisch 山内 翔 Yamauchi Kakeru; * 6. Januar 2002 in Kyōto, Präfektur Kyōto) ist ein japanischer Fußballspieler.

## Karriere

### Verein
Kakeru Yamauchi erlernte das Fußballspielen in der Jugendmannschaft von Vissel Kōbe sowie in der Universitätsmannschaft der Universität Tsukuba. Die Saison 2022 und 2023 wurde er von der Universität an seinen Jugendverein Vissel Kōbe ausgeliehen. Der Verein aus Kōbe spielte in der ersten Liga. Während der Ausleihe kam er nicht zum Einsatz. Nach der Ausleihe wurde Yamauchi am 1. Februar 2024 fest von Vissel unter Vertrag genommen. Sein Erstligadebüt gab Kakeru Yamauchi am 3. März 2024 (5. Spieltag) im Heimspiel gegen Hokkaido Consadole Sapporo. Bei dem 6:1-Heimsieg wurde er in der 82. Minute für Taisei Miyashiro eingewechselt. In seiner ersten Saison bestritt er acht Ligaspiele. Am Ende der Saison 2024 feierte er mit Vissel die japanische Meisterschaft. 

## Erfolge
- Japanischer Meister: 2024

### Nationalmannschaft
Kakeru Yamauchi spielte von 2018 bis 2019 in verschiedenen Juniorennationalmannschaften seines Landes.